# Intelligence du chat
L'intelligence du chat est la capacité de ce félin à résoudre des problèmes, à s'adapter à son environnement, à apprendre de nouveaux comportements et à communiquer ses besoins. Structurellement, le cerveau d'un chat partage des similitudes avec le cerveau humain ; il contient environ 250 millions de neurones dans le cortex cérébral, qui est responsable du traitement complexe. Les chats font preuve de neuroplasticité, ce qui permet à leur cerveau de se réorganiser en fonction des expériences. Ils ont une mémoire bien développée qui leur permet de conserver les informations pendant une décennie, ou plus. Ces souvenirs sont souvent entrelacés avec des émotions, ce qui permet aux chats de se souvenir d’expériences positives et négatives associées à des lieux spécifiques. Bien qu’ils excellent dans l’apprentissage par observation et la résolution de problèmes, des études concluent qu’ils ont du mal à comprendre les relations de cause à effet de la même manière que les humains,.
L’étude de l’intelligence des chats se concentre principalement sur les chats domestiques. Vivre en milieu urbain les a exposés à des défis qui nécessitent des comportements adaptatifs, ce qui contribue à leur développement cognitif spécifique. L’élevage sélectif et les changements génétiques ont également influencé leur intelligence,. Les chatons apprennent les techniques de survie essentielles en observant leur mère, tandis que les chats adultes affinent leurs capacités par essais et erreurs.

## Contexte
Les premières recherches sur l’intelligence des chats remontent à la fin du XIXe et au début du XXe siècle, lorsque des psychologues tels qu’Edward Thorndike utilisaient des boîtes à énigmes pour étudier l’apprentissage chez les animaux. Les expériences de Thorndike ont démontré que les chats pouvaient apprendre à manipuler des leviers et des loquets par essais et erreurs, révélant ainsi leur capacité d'apprentissage associatif. Au fil du temps, des expériences plus raffinées ont commencé à examiner d’autres facettes de la cognition, notamment la conscience spatiale, la mémoire et les stratégies de résolution de problèmes.
Dans des expériences contrôlées, les chats ont démontré des concepts pleinement développés de permanence des objets, indiquant que leur intelligence sensorimotrice est complète. Le comportement de recherche des chats lors de ces expériences était cohérent avec leur capacité à représenter un objet non détecté et reflétait une intelligence sensorimotrice pleinement développée,.
En 2009, une expérience a été menée dans laquelle des chats pouvaient tirer sur une ficelle pour récupérer une friandise située sous un écran en plastique. Lorsqu'on leur présentait une seule ficelle, les chats obtenaient facilement la friandise ; cependant, lorsque plusieurs ficelles étaient fournies, dont certaines n'étaient pas reliées à des friandises, les chats étaient incapables de choisir systématiquement la bonne ficelle. Cette découverte a conduit à la conclusion que les chats ne comprennent pas la relation de cause à effet de la même manière que les humains

## Capacités cognitives
Chez les félins sauvages comme les lions, des pressions sélectives ont conduit à ce que ces animaux se souviennent très longtemps de leurs expériences passées en matière de résolution de problèmes — au moins sept mois après les faits. Cependant, les relations avec les humains, les différences individuelles d’intelligence et l’âge peuvent tous affecter la mémoire. Les chats possèdent d’impressionnantes capacités de mémoire à long terme, conservant des souvenirs d’événements et de lieux pendant une décennie ou plus. Ces souvenirs sont souvent entrelacés avec des émotions, permettant aux chats de se souvenir d’expériences positives et négatives associées à des lieux spécifiques. Cette capacité à adapter leurs souvenirs d’environnements passés tout au long de leur vie permet aux chats de s’adapter facilement à leur environnement actuel.
La période chaton est le moment où le chat apprend et mémorise des compétences de survie, qui sont acquises grâce à l'observation de sa mère et en jouant avec d'autres chats. En fait, jouer constitue plus qu'un simple divertissement pour un chaton : cette activité est essentielle pour établir un ordre social, développer des compétences de chasse et, de manière générale, s'entraîner pour les rôles d'adulte.
Plus le chat est âgé, plus sa mémoire est affectée. Aucune étude n’a été réalisée sur la mémoire des chats vieillissants, mais certains pensent que, tout comme chez les humains, la mémoire à court terme est davantage affectée par le vieillissement. Lors d'un test visant à déterminer où trouver de la nourriture, la mémoire à court terme des chats a été déterminée à environ 16 heures.

## Le cerveau félin
Le cerveau du chat domestique mesure environ cinq centimètres de longueur et pèse entre 25 et 30 grammes,. Pour un chat typique mesurant environ 60 centimètres de longueur et pesant environ 3,3 kilogrammes, cela représente environ 0,91 % de sa masse corporelle totale — contre environ 2,33 % pour un humain moyen. Selon l'étude de Jerison de 1973 sur le quotient d'encéphalisation (QE) — qui classe les valeurs supérieures à 1 comme étant à gros cerveau et celles inférieures à 1 comme étant à petit cerveau, le chat domestique a une valeur de QE comprise entre 1 et 1,71, tandis que les valeurs humaines se situent entre 7,44 et 7,8,.
Les plus gros cerveaux de la famille des félidés sont ceux des tigres de Java et de Bali. On se demande cependant toujours s’il existe une relation causale entre la taille du cerveau et l’intelligence chez les vertébrés. La plupart des expériences portant sur le lien entre la taille du cerveau et l’intelligence reposent sur l’hypothèse selon laquelle un comportement complexe nécessite un cerveau complexe (et donc intelligent) ; cependant, ce lien n’a pas été systématiquement démontré,,,,.
La surface du cortex cérébral d'un chat est d'environ 83 cm² ; de plus, un chat pesant 2,5 kg aura un cervelet pesant 5,3 g, soit 0,17 % de son poids total. Selon les chercheurs de la faculté de médecine vétérinaire de l’université Tufts, la structure physique du cerveau des humains et des chats est très similaire. Les humains et les chats ont des lobes similaires dans leur cortex cérébral,.
Le nombre de neurones corticaux contenus dans le cerveau du chat serait de 203 millions. La zone 17 du cortex visuel (le cortex visuel primaire) contenait environ 51 400 neurones par mm 3,,. Les cerveaux félins sont gyrencéphaliques, c'est-à-dire qu'ils ont une surface pliée comme celle des cerveaux humains,.
Les analyses de cerveaux de chats ont montré qu'ils étaient divisés en de nombreuses zones attribuées à des tâches spécialisées et qui sont largement interconnectées et partagent des informations sensorielles dans une sorte de réseau en étoile, avec un grand nombre de pôles spécialisés et de nombreux chemins alternatifs. Cet échange d’informations sensorielles permet au cerveau de construire une perception complexe du monde réel et de réagir et de manipuler son environnement.
Le thalamus du chat, comprend un hypothalamus, un épithalamus, un noyau géniculé latéral, et des structures nucléaires secondaires supplémentaires. Le cerveau du chat domestique contient également l'hippocampe, l'amygdale, les lobes frontaux (qui représentent 3 à 3,5 % du cerveau total chez le chat, contre environ 25 % chez l'homme),, le corps calleux,, la commissure antérieure, la glande pinéale, le noyau caudé, les noyaux septaux et le mésencéphale.
Grouse et al. (1979) ont déterminé la neuroplasticité du cerveau des chatons en ce qui concerne le contrôle du stimulus visuel corrélé aux changements dans les structures de l'ARN. Dans une étude ultérieure, il a été découvert que les chats possèdent une mémoire de reconnaissance visuelle (en), ainsi qu'une flexibilité d'encodage cérébral à partir d'informations visuelles.

## Régime
Un régime de soutien cognitif pour félins comporte des aliments préparés dans le but d’améliorer les processus mentaux du chat tels que la capacité d’attention, la mémoire à court et à long terme, l’apprentissage, et la résolution de problèmes. Il n’existe cependant actuellement aucune preuve solide que de tels régimes soient efficaces pour améliorer la fonction cognitive des chats.

## Capacités d'apprentissage
Edward Thorndike a mené quelques expériences clés sur la capacité d’apprentissage des chats. Dans l'une d'entre elles, des chats ont été placés dans différentes boîtes d'environ 51 × 38 × 30 cm dont la porte s'ouvrait en tirant sur un poids qui y est attaché. On a observé que les chats se libéraient des boîtes par « essais et erreurs avec un succès accidentel »,. Bien que les chats aient parfois eu de moins bons résultats, Thorndike a généralement constaté qu'à mesure que les chats poursuivaient les essais, le temps nécessaire pour s'échapper des boîtes diminuait globalement.
Thorndike considérait que le chat suivait la loi de l'effet, qui stipule que les réponses suivies de satisfaction (c'est-à-dire une récompense) deviennent des réponses plus probables au même stimulus dans le futur,. Thorndike était généralement sceptique quant à la présence d'intelligence chez les chats, critiquant les sources des écrits contemporains sur la sensibilité des animaux comme étant de la « partialité dans les déductions à partir des faits et plus particulièrement dans le choix des faits à étudier ».
Une expérience a été réalisée pour identifier un possible apprentissage par observation chez les chatons. Les chatons qui ont pu observer leur mère réaliser un acte organisé expérimentalement ont pu réaliser le même acte plus tôt que les chatons qui avaient observé un chat adulte non apparenté, et plus tôt que ceux qui, placés dans des conditions d'essais et d'erreurs, n'ont observé aucun autre chat réaliser l'acte,,.
Une expérience a été réalisée pour étudier les capacités de résolution de problèmes de détour chez les chats et les chiens de compagnie à l'aide d'une clôture transparente. Si les chats reconnaissent que les deux côtés de l’obstacle représentent une tâche également soluble, ils changent librement leur approche spatiale pour résoudre la tâche.
Selon plusieurs comportementalistes félins et psychologues pour enfants, le QI d'un chat adulte est comparable à celui d'un enfant de deux à trois ans, car les deux espèces apprennent en imitant, en observant et en expérimentant. En observant simplement leurs propriétaires et en imitant leurs actions, les chats sont capables d’apprendre des comportements humains comme ouvrir les portes et éteindre les lumières.

## Effets de la domestication
L’étude de l’intelligence des chats s’appuie principalement sur le chat domestique. Le processus de domestication a permis une observation plus précise du comportement des chats et une incidence accrue de la communication interspécifique, et la plasticité inhérente du cerveau du chat est devenue évidente à mesure que le nombre d'études sur ce sujet a augmenté les connaissances scientifiques.
Des changements dans la structure génétique d’un certain nombre de chats ont été identifiés,. Ceci est une conséquence à la fois des pratiques de domestication et de l’activité d’élevage, de sorte que l’espèce a subi un changement évolutif génétique dû à la sélection humaine,. Cette sélection humaine a été couplée à un ensemble initial sélectif de chats, naturellement présents, possédant les caractéristiques nécessaires au partage de l'habitation humaine et à la vie dans les environnements urbains néolithiques. L'intelligence des chats a peut-être augmenté au cours de leur semi-domestication : la vie urbaine a peut-être fourni un environnement enrichi et stimulant nécessitant de nouveaux comportements adaptatifs.